# Alain Gaspoz
Alain Gaspoz (Bagnes, 16 maggio 1970) è un ex calciatore beninese, di ruolo difensore.

## Caratteristiche tecniche
Era un terzino destro, ma poteva giocare anche come centrocampista.

## Carriera

### Club
Ha cominciato a giocare al Friburgo. Nel 1991 si è trasferito al Malley. Nel 1992 è passato al San Gallo. Nel 1993 è tornato al Friburgo. Nel 1994 si è trasferito al Winterthur. Nel 1995 è stato acquistato dal Sion. Nel 1998 è passato al Lugano. Nell'estate 1999 si è trasferito al Zurigo. Nel gennaio 2000 è tornato al Lugano, militandovi fino al 2002. Nel 2002 è stato acquistato dal Servette. Nel 2003 è passato all'Aarau. Nel 2004 si è trasferito al Sion. Nel 2007 è stato acquistato dal Bagnes, club della sua città natale, con cui ha concluso la propria carriera.

### Nazionale
Ha debuttato in Nazionale nel 2003. Ha partecipato, con la Nazionale, alla Coppa d'Africa 2004 e alla Coppa d'Africa 2008. Ha collezionato in totale, con la maglia della Nazionale, 17 presenze e una rete.